# Morl
Morl este o comună în Sachsen-Anhalt, Germania